# Waterlooplein (metrostation)
Station Waterlooplein is een station van de Amsterdamse metro in het stadsdeel Centrum. In verband met de bouw van de Stopera is het station eerder gebouwd dan de rest van het traject Weesperplein – Centraal Station. Dit was achteraf gezien niet nodig door de trage start van de bouw van de Stopera, die pas plaatsvond in de jaren tachtig. In 1975 werd in het toen in ruwbouw gereed zijnde metrostation de tentoonstelling Open buis gehouden.
Het station is grotendeels gelegen onder het wooncomplex De Halve Wereld aan het gelijknamige plein. De metrolijnen 51, 53 en 54 hebben een halte in dit station. Er is een overstapgelegenheid op tramlijn 14.

## Uitgangen

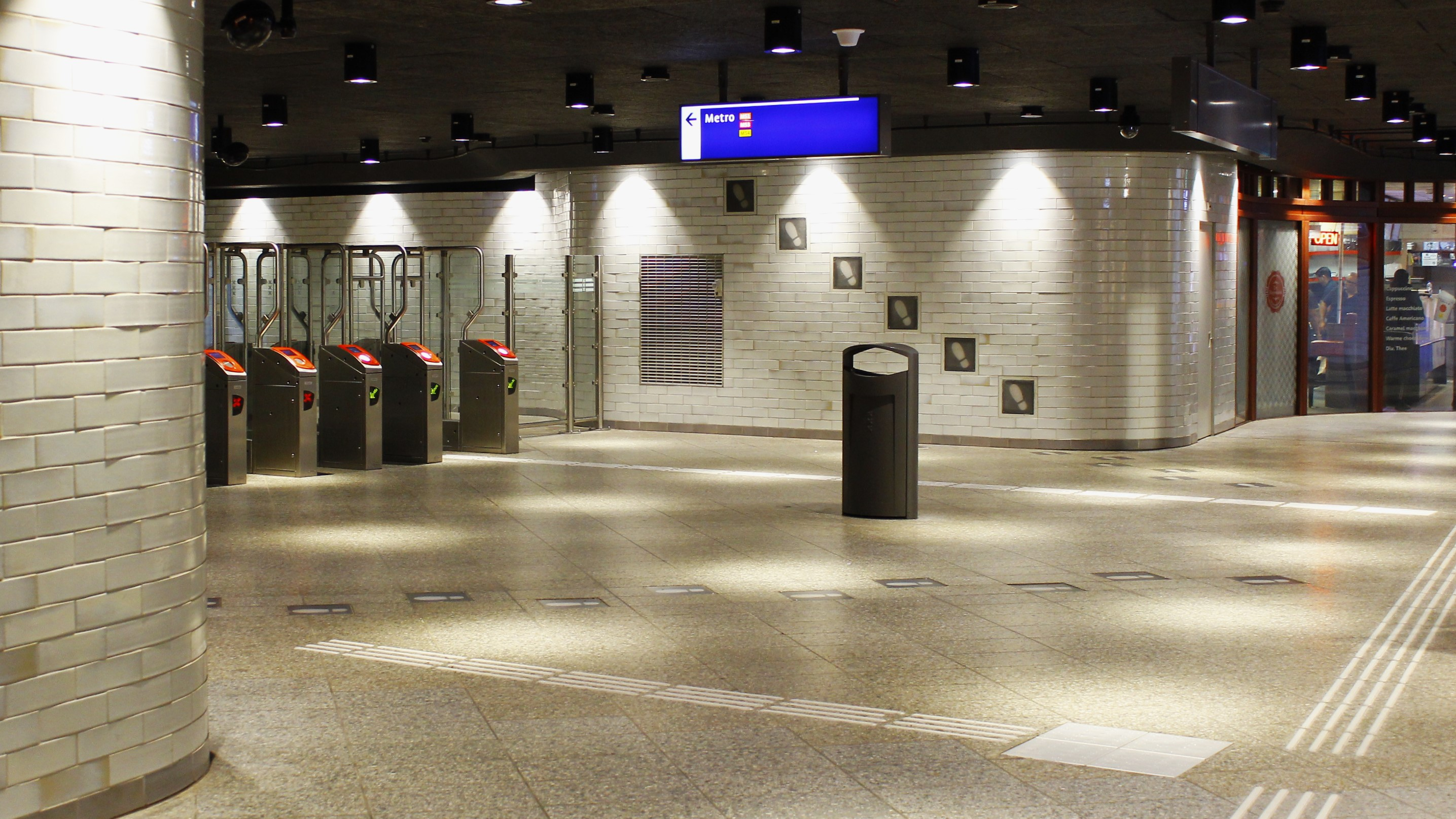
De noordelijke ingang

Het Waterlooplein en het Stadhuis van Amsterdam (de Stopera) zijn direct bereikbaar via de noordelijke uitgangen van het station. Volgens een kaartje in het oorspronkelijke metroplan 1968 stond het station aangegeven als station Stadhuis. De zuidelijke uitgang komt uit in de onderdoorgang onder de Weesperstraat. In het station bevindt zich een permanente tentoonstelling van archeologische objecten die opgegraven zijn bij de aanleg van dit station.

## Nieuwbouw boven station
Na de voltooiing en opening is boven op dit metrostation het woningcomplex De Halve Wereld gebouwd, en in 1985 opgeleverd. Het ontwerp zorgde voor een bouwtechnische innovatie. De metrolijn maakte het onmogelijk het gebouw op palen te bouwen, wat in Amsterdam een gebruikelijke en noodzakelijke wijze van funderen is. Daarom heeft het woningbouwcomplex een unieke fundering, wat het ten tijde van de bouw de duurste ter wereld maakte: een groot deel van het complex rust op enorme betonnen leggers die op enige afstand van de metrobuis zijn onderheid. Zo wordt de metrobuis overkluisd. Grote rubberen matten tussen de leggers en het complex dempen trillingen van de rijdende metrotreinen.

## Kunst
Op de wanden van het station is in rode en blauwe sjabloonletters het woord Waterloo aangebracht naar het ontwerp van Willem Sandberg, grafisch ontwerper en typograaf. Bij de noordelijke ingang bevindt zich het kunstwerk Voetstappen van Dirk Müller uit 1976. Aan de stadhuiszijde van de noordelijke ingang is sinds april 2007 een leegstaande winkelruimte als kunstvitrine ingericht (Galerie Inkijk). Bij de zuidelijke uitgang loopt men in het fietstunneltje, de Hortustunnel, tegen een grafisch werk aan (Hiërogliefen van Lou Heldens). Daarnaast worden de vitrines in deze tunnel vaak gebruikt voor tentoonstellingen.

## Aanpassingen
In het kader van het project 'Schoon en Heel' is het station in 2005 opgeknapt. De grootste verandering vond plaats in de noordelijke stationshal. Daar werd de tussenvloer in de vide boven de sporen, die naar de uitgangen aan de oostzijde van het Waterlooplein en de Nieuwe Amstelstraat leidt, geheel afgesloten. Verder werden de ronde perronkolommen en enkele grote betonvlakken bekleed met grijze en gele keramische tegels en is de verlichting verbeterd. Het GVB-kaartverkoopkantoor werd verwijderd en verbouwd tot een boek- en tijdschriftenwinkel van de AKO.

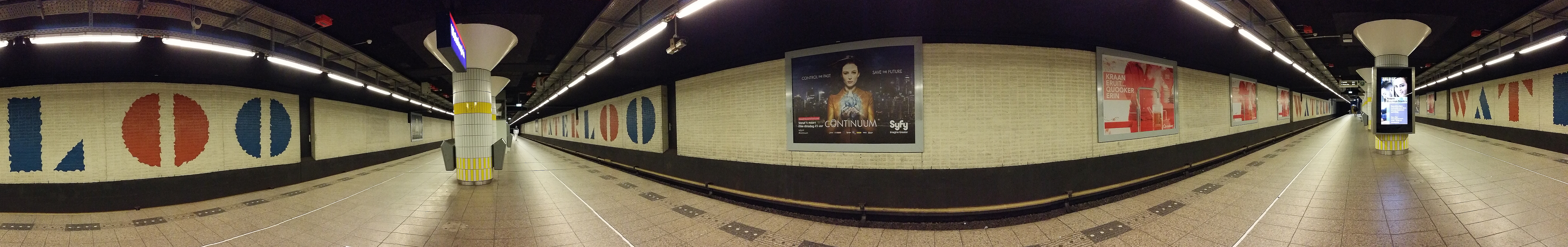
Panorama van station Waterlooplein met Sjabloonletters Waterloo naar het ontwerp van Willem Sandberg.

Centraal Station (NS) ·
Nieuwmarkt ·
Waterlooplein ·
Weesperplein ·
Wibautstraat ·
Amstelstation (NS) ·
Spaklerweg ·
Overamstel ·
Station RAI (NS) ·
Station Zuid (NS) ·
Amstelveenseweg ·
Henk Sneevlietweg ·
Heemstedestraat ·
Station Lelylaan (NS) ·
Postjesweg ·
Jan van Galenstraat ·
De Vlugtlaan ·
Station Sloterdijk (NS) ·
Isolatorweg
Centraal Station (NS) ·
Nieuwmarkt ·
Waterlooplein ·
Weesperplein ·
Wibautstraat ·
Amstelstation (NS) ·
Spaklerweg ·
Van der Madeweg ·
Venserpolder ·
Station Diemen Zuid (NS) ·
Verrijn Stuartweg ·
Ganzenhoef ·
Kraaiennest ·
Gaasperplas
Centraal Station (NS) ·
Nieuwmarkt ·
Waterlooplein ·
Weesperplein ·
Wibautstraat ·
Amstelstation (NS) ·
Spaklerweg ·
Van der Madeweg ·
Station Duivendrecht (NS) ·
Strandvliet ·
Station Bijlmer ArenA (NS) ·
Bullewijk ·
Holendrecht (NS) ·
Reigersbos ·
Gein